# Irrationalismus
Mit dem Begriff Irrationalismus (von irrational = „unvernünftig“) bezeichnet man eine Lehre oder Weltanschauung, die die Überzeugung ablehnt, dass die menschliche Vernunft (lateinisch ratio) eine hinreichende Erkenntnis der Welt erwerben kann.

## Merkmale
Der Begriff „Irrationalismus“ bezeichnet keine selbständige philosophische Strömung, sondern ist Moment und Bestandteil verschiedener philosophischer Strömungen und Systeme. Von Irrationalismus im eigentlichen Sinne spricht man bei Weltanschauungen, denen das Moment der Irrationalität in besonders starkem Maße eigentümlich ist und die darüber hinaus das rationale Denken zugunsten alternativer höherer Erkenntnisfunktionen hintanstellen, oft zugunsten einer bestimmten Form der Intuition. In dieser Hinsicht hat der Begriff eine spezifischere Verwendung für einige bestimmte philosophische Positionen gefunden (siehe unten).
Dem Irrationalismus steht der sogenannte Rationalismus entgegen. Da der Begriff des Irrationalismus oft als abwertender Vorwurf gebraucht wird, um andere Positionen als unvernünftig, unwissenschaftlich und damit als falsch zu kritisieren, ist er als wissenschaftstheoretische Kategorie vor allem im Einzelfall umstritten. Ansonsten wird der Begriff aber auch oft unspezifisch und – wie auch sein Gegenüber, der Rationalismus – in sehr verschiedenen Bedeutungen gebraucht.
Je nachdem, in welchem Bereich Thesen zum Irrationalismus vertreten werden, lassen sich erkenntnistheoretische und metaphysische Positionen des Irrationalismus unterscheiden. Für erstere sind die Unzulänglichkeiten des menschlichen Erkenntnisvermögens, für letztere die irrationale Struktur der Wirklichkeit selbst für die rationale Unerkennbarkeit der Welt verantwortlich. Die Ablehnung der Rationalität als einzige Quelle sinnvoller Erkenntnis hat dabei weitreichende Auswirkungen auf die Einschätzung wissenschaftlicher Methodik. Daher richten sich irrationalistische Positionen oft gegen ausschließlich rationale wissenschaftliche und gesellschaftliche Entwicklungs- und Fortschrittsgedanken. Auch Traditionen der Philosophie werden diesen Voraussetzungen entsprechend spezifisch beurteilt.

## Formen des Irrationalismus

### Erkenntnistheoretischer Irrationalismus
Vertreter dieser Richtung erklären die menschliche Vernunft allein für unfähig, die Grundlagen, Zusammenhänge und Gesetzmäßigkeiten der objektiven Realität zu erkennen. Als Alternativen für deskriptive und normative Welterklärungen werden zum Teil „höhere“ Erkenntnisfunktionen wie beispielsweise Wesensschau, Glaube, Intuition oder „direktes Erleben“ vorgeschlagen. Der ausschließlich rationalen Erkenntnis wird – anders als im Rationalismus – keine wahre Erkenntnis zugesprochen, die sich vielmehr auch auf Gefühle, den Geist oder die Seele berufen müsse. Diese Auffassungen spielen oft im Zusammenhang mit religiösen, esoterischen und okkultistischen, aber auch politischen Anschauungen eine Rolle.

### Metaphysischer Irrationalismus
Dem Irrationalisten in einer metaphysischen Auslegung gelten bestimmte Bereiche (etwa das Leben, die psychischen Prozesse, die Geschichte) als irrational, d. h. als nicht ausschließlich von rationalen Gesetzen und Gesetzmäßigkeiten beherrscht. Irrationalität wird hier zum Wesen der Wirklichkeit selbst erklärt, unabhängig von der Erkenntnisfähigkeit des Menschen. Die Möglichkeit wissenschaftlichen Erkenntnisgewinns in diesen Bereichen wird damit verneint.
Abgesehen von mystischen Positionen wird in der mehrheitlichen Theologie des Christentums und anderer Religionen diese Sicht abgelehnt und stattdessen eine natürliche bzw. göttliche Ordnung angenommen. Ein metaphysischer Irrationalismus kann somit auch als Gegenpol zu einem Naturalismus angesehen werden, wobei er aber keine übernatürlichen Entitäten impliziert.

## Irrationalismus außerhalb der Philosophie

### Irrationalismus taktisch und strategisch eingesetzt
Irrationales Verhalten kann taktisch eingesetzt in bestimmten Konflikt-, Spiel- und Fluchtsituationen von Nutzen sein. Die Spielzüge eines irrationalen Gegners sind nicht (oder nur sehr beschränkt) vorhersagbar. Ein irrationaler Verhandler kann nicht rational unter Druck gesetzt werden.
Eine indirekte Taktik ist die rationale Nutzung des Irrationalismus Dritter. Eine konkrete Umsetzung dieser Taktik war und ist zum Beispiel in der Menschheitsgeschichte immer wieder der Einsatz von Selbstmordattentätern insbesondere in der so genannten asymmetrischen Kriegführung.
Soweit Attentate selbst aus dem Irrationalismus hervorgehen, sind sie jedoch wieder rational nutzbar, zum Beispiel mit dem Ziel, aus Konflikten Profite zu erzielen. Schon hier wird Irrationalismus strategisch. Taktischer Irrationalismus verleiht einem rational bekämpften Terrorismus seine starke Wirkung. Über Taktik hinaus kann Terrorismus sogar als strategischer Irrationalismus verstanden werden.
Weiterhin ist strategischer Irrationalismus eine wichtige Grundlage der Entwicklung und der Ausnutzung von Nischen im Esoterik-Markt wie auch von sektiererischen Glaubensgemeinschaften. Aber selbst in gesellschaftlich breit akzeptierten Marktbereichen wird Irrationalismus taktisch und strategisch eingesetzt. Dort ist er eines der bedeutendsten Elemente von Werbung.
In Situationen, die dem Gefangenendilemma vergleichbar sind, hat irrationales Verhalten im Sinne der Spieltheorie manchmal Vorteile. Wenn beide Mitspieler irrational spielen, erzielen beide einen höheren Gewinn, als wenn beide rational spielen. Wenn aber nur einer der beiden irrational spielt, erzielt er dabei den höchstmöglichen Verlust. Rationales Spiel heißt hier: Gewinnmaximierung unabhängig von den Spielzügen des anderen.

## Geschichte und Kontroverse
Ob der Begriff Irrationalismus sich als historische Kategorie eignet und welchen Positionen er zuzuschreiben ist, wird kontrovers beurteilt. Häufig werden moderne irrationalistische Positionen zurückgeführt auf Ursprünge im deutschen Idealismus. Hier werden insbesondere Friedrich Heinrich Jacobi, Johann Georg Hamann und Friedrich Wilhelm Joseph von Schelling genannt. Ausschlaggebend für die Zuschreibung ist meist, dass hier die (prominent von Immanuel Kant abgelehnte) intellektuelle Anschauung und ästhetische Intuitionen besonderen Stellenwert erhalten.
Friedrich Engels polemisierte, in Schellings Schrift Philosophie der Offenbarung (1843) liege der „erste Versuch vor, Autoritätsglauben, Gefühlsmystik, gnostische Phantasterei in die freie Wissenschaft des Denkens einzuschmuggeln“. Auch ältere Philosophiegeschichten wie etwa diejenige Wilhelm Windelbands zeichnen Schelling und verwandte Positionen als „irrationalistische Metaphysik“ aus. Hin und wieder wurde der Romantik überhaupt eine irrationalistische Grundhaltung zugeschrieben. Neuere Studien betonen jedoch auch die aufklärerischen Impulse, die von dieser Strömung ausgingen.
Irrationalistische Momente werden oft folgenden Denkern zugeschrieben:
- Sören Kierkegaard. Seine Einschätzung religiösen Glaubens wird kontrovers beurteilt. Einige schreiben ihm einen Fideismus zu, da er religiöse Wahrheiten vor einem Zugriff durch den Verstand ausnehme.
- Arthur Schopenhauer
- Friedrich Nietzsche

Von diesen Denkern gehen mannigfaltige Einflüsse auf verschiedene Strömungen, vor allem im Rahmen der deutschen Philosophie aus.
Hierunter werden unter anderem gezählt:
- die Lebensphilosophie
- einige Positionen des Neuhegelianismus
- der Existentialismus

Zahlreiche Historiker führen außerdem wichtige Elemente der Ideologie des deutschen Nationalsozialismus auf irrationalistische, insbesondere romantische Ursprünge zurück.
Auch in einigen philosophischen Positionen der Philosophie des 20. Jahrhunderts und der Philosophie der Gegenwart werden von verschiedener Seite Elemente des Irrationalismus festgestellt. Diese Zuschreibungen sind freilich kontrovers. Sie wurden etwa vorgenommen für
- den Personalismus
- bestimmte Positionen der Hermeneutik, darunter Emil Staiger, Benno von Wiese oder Wolfgang Kaiser, da diese – so die Kritiker – auf ein begründungsresistentes Moment subjektiver Einfühlung setzen würden. Ebenso wird auch der frühe Dilthey als „Einfühlungshermeneutiker“ kritisiert.
- tendenziöse Kulturgeschichtlicher wie Oswald Spengler
- intuitionistische Positionen in der Moral- und Normenbegründung
- den Pragmatismus. Diese Zuschreibung ist jedoch besonders umstritten
- Georges Sorel und seine Theorie der Gewalt
- Jacques Derridas Philosophie der Dekonstruktion und dessen Kritik am Logozentrismus sowie postmoderne Strömungen im Allgemeinen, etwa die Philosophie Georges Batailles oder Gilles Deleuzes. Andere sehen in solcher Etikettierung dagegen beispielsweise eine unbegründete Diffamierung, welche die Auseinandersetzung mit der ernstzunehmenden Rationalitätskritik der entsprechenden Positionen scheut.